# Јоаким Раковац
Јоаким Раковац (Раковци, код Пореча, 14. октобар 1914 — Коренићи, код Канфанара, 18. јануар 1945), учесник Народноослободилачке борбе и народни херој Југославије.

## Биографија
Рођен је 14. октобра 1914. године у Раковцима код Пореча, Истра. Још у време његова детињства, дошло је до италијанске окупације Истре. Италијанску основну школу похађао је у Бадерни. Свесно је изостајао с наставе, но како другог излаза није било, ипак је морао да ју заврши. После завршене основне школе, бавио се виноградарством на скромном породичном поседу. Читао је старе хрватске почетнице и друге књиге на хрватском језику.
Фашистички прогони истарског живља осетили су се и у његову селу. Приликом државних празника, често су у село навраћали карабинијери и притварали Јоакима. У време напада фашистичких сила на Југославију, 1941. године, био је мобилисан у италијанску војску. Као политички сумњив, опремљен је у неборачки батаљон, одакле се извукао и вратио у Раховце.
Крајем 1942. године, до њега су допрле прве вести о Народноослободилачкој борби. Праву слику о борби и њеним циљевима добио је у додиру с Јозом Шураном. После тога, у кући Јоакима Раковца састало се тридесетак родољуба, где су се договорили о скупљању помоћи и о начину како да се пружи јачи отпор фашистичким окупаторима. Крајем јануара 1943. године, присуствовао је састанку истакнутих активиста НОП-а Порештине с Антом Дрндићем, код Рапавелске локве, недалеко од села Рапавела. Фебруара 1943. године, на његову иницијативу у Раховцима је формиран Народноослободилачки одбор, који је убрзо постао жариште помоћи ослободилачкој борби народа Истре. Отуда су се искре устанка шириле Порештином, Ровињштином, све до Пуле и Бујштине, једнако међу хрватским и италијанским радницима и сељацима.
Април 1943. године био је значајан за Јоакима и народноослободилачки покрет у Истри. Наиме, близу села Фабци основана је симпатизерска група Комунистичке партије Хрватске, у коју је ушао и Јоаким Раковац. Маја исте године је примљен у Комунистичку партију Хрватске. Тада су у Порештини уследиле саботаже и диверзије, а истовремено се вршила мобилизација за НОВЈ. Више од 60 омладинаца је, 29. јула 1943. године, кренуло из Порештине к Мотовунској шуми и Горском котару, у јединице Тринаесте приморско-горанске дивизије. Партијско руководство је, међутим, вратило Раковца и упутило га на рад у села Пазинштине. На Пазинштини је формирао Народноослободилачке одборе и будио борбени дух народа.
Капитулација фашистичке Италије затекла га је у Гологорици. Тада је водио је већу групу нових бораца према Планику. Одмах је организовао групу и с њом разоружао гарнизоне у Церовљу и Боруту, а затим је учествовао у ослобођењу Пазина. Следећег дана је, с групом бораца, кренуо камионом према Поречу и ослободио га. На састанку Привременог покрајинског НОО-а за Истру, који је одржан 25. септембра 1943. године, Јоаким Раковац је изабран за председника. Одбор је потврдио одлуку, донесену још 13. септембра, о враћању Истре у састав Хрватске и Југославије.
После немачке офанзиве на слободну територију Истре, Јоаким је ишао на терен, прикупљао борце и формирао чету која је одмах започела нападе на новог окупатора. Крајем децембра 1943. године, Јоаким Раковац је постао члан тек формираног Обласног комитета КПХ за Истру. Био је већник ЗАВНОХ-а и учествовао на његовом Трећем заседању у Топуском, маја 1944. године. Вратио се у Истру, обилазио села, присуствовао састанцима, агитирао за НОП. Нацисти су дању и ноћу упадали у истарска села, хапсили и убијали и иако су на помолу биле последње борбе за ослобођење, Јоаким Раковац је радио на терену. Осамнаестог јануара 1945. године, био је на састанку у селу Коренићи, на Канфанарштини. Нацисти су изненада опколили село. При повлачењу, Јоаким Раковац је био тешко рањен. Сутрадан, у једној шумици, омладина села Червари и Коренићи нашла га је мртвог.
Указом Президијума Народне скупштине ФНР Југославије 19. фебруара 1947. године, проглашен је за народног хероја.